# Ranunculus reniformis
Ranunculus reniformis är en ranunkelväxtart som beskrevs av Wallich, Robert Wight och Arn.. Ranunculus reniformis ingår i släktet ranunkler, och familjen ranunkelväxter. Inga underarter finns listade i Catalogue of Life.